# Ligurische Blattzikade
Die Ligurische Blattzikade (Eupteryx decemnotata) ist eine kontrastreich gefärbte Zikade der Unterfamilie der Blattzikaden (Typhlocybinae) innerhalb der Unterordnung der Rundkopfzikaden (Cicadomorpha). Die ursprünglich mediterran verbreitete Art ist seit 1989 in Deutschland nachgewiesen, seit 2002 auch in England. Sie breitet sich stetig weiter aus und gilt als möglicher Schädling an Zier- und Kulturpflanzen. Kennzeichnendes Merkmal dieser Zikade sind insgesamt zehn dunkle Punkte auf der Stirn, dem Scheitel und dem Halsschild, worauf der wissenschaftliche Name Bezug nimmt (lat.: decem = zehn; notatus, -a, -um = gezeichnet).

## Merkmale

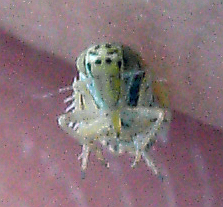
Kopf der Ligurischen Blattzikade von vorn.

Die Weibchen der Ligurischen Blattzikaden erreichen Körperlängen zwischen 2,2 und drei Millimetern. Die Männchen sind mit 2,2 bis 2,8 Millimetern etwas kleiner. Die Grundfarbe der Tiere ist gelblich-grün. Kennzeichnend und bestimmungsrelevant für die Arten der Gattung Eupteryx sind neben der Genitalarmatur und zum Teil der Flügelzeichnung die Punktmusterung des Scheitels (Vertex), des Halsschildes (Pronotum) und der Stirn (Frons). Die Ligurische Blattzikade trägt an der Scheitelspitze vier kleine Flecke, die zum Teil etwas linienförmig ausgezogen sein können. Bei stark pigmentierten Individuen können diese verschmelzen. Am Scheitelhinterrand sind zwei getrennte oft auch zusammenlaufende Flecken vorhanden. Auf der Stirn befinden sich vier Flecke (von vorn gesehen, siehe Foto links). Auf dem Kopf sind somit insgesamt zehn Flecken zu sehen. Bei Der Halsschild trägt zahlreiche kleinere Punkte. Die Vorderflügel sind hell gelb-grün mit gelb-brauner Musterung und dunkel-braunen Zellumrandungen.
Weitere ähnliche Arten der Gattung sind beispielsweise die Gartenblattzikade (Eupteryx florida) oder die Eibischblattzikade (Eupteryx melissae), mit denen sie häufig gemeinsam vorkommt.

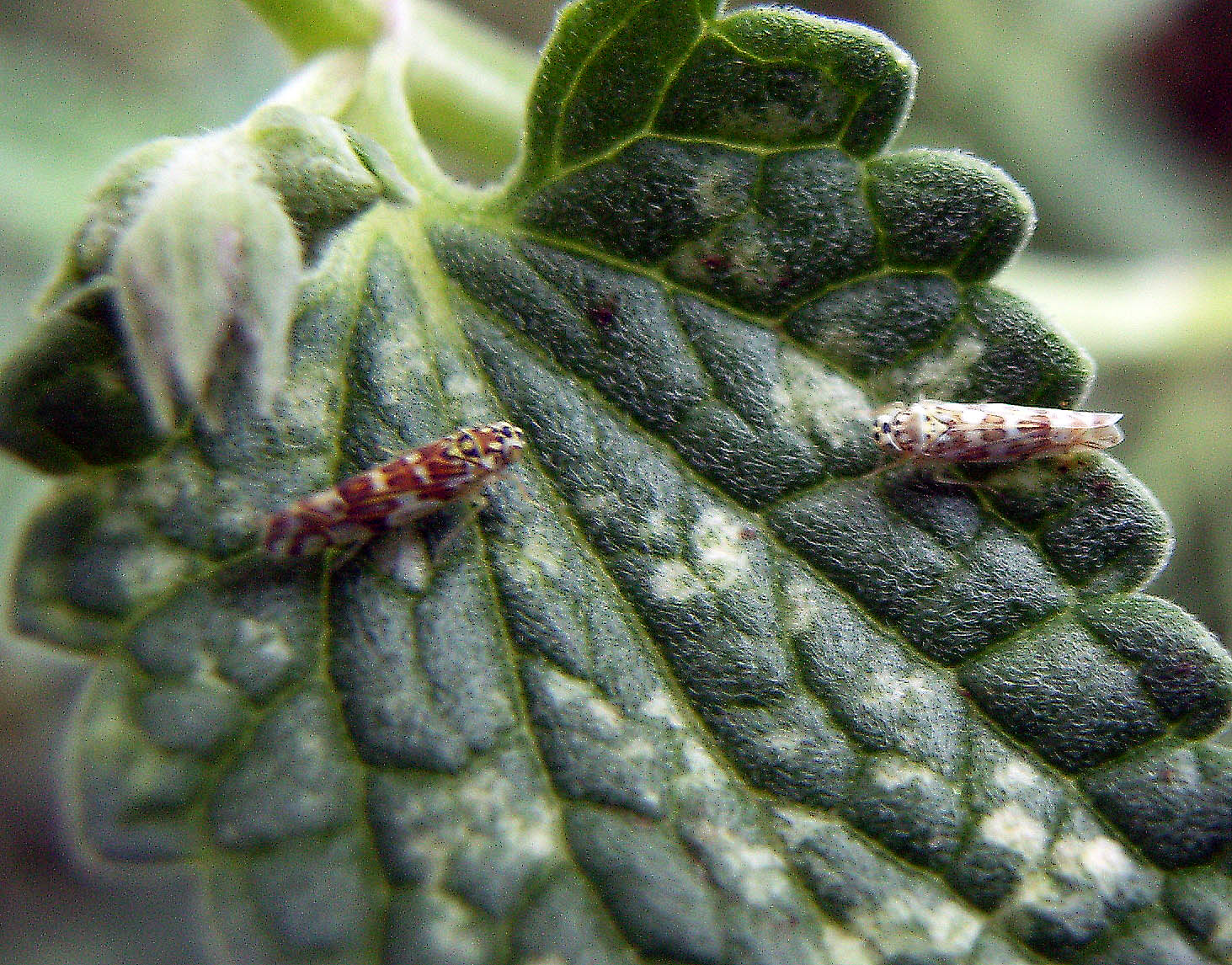
Links Gartenblattzikade (Eupteryx florida), rechts Eibischblattzikade (Eupteryx melissae).

## Lebensweise

### Ernährung
Wie alle Zikaden ernähren sich auch die Ligurischen Blattzikaden saugend von Pflanzensäften (phytosug), welche sie mit ihren speziell gebauten Mundwerkzeugen aufnehmen. Sie bevorzugen Lippenblütengewächse, vorwiegend Echter Salbei (Salvia officinalis), Echte Katzenminze (Nepeta catarica), Zitronenmelisse (Melissa officinalis) und Thymian (Thymus), deren Zellinhalte der Blätter (Mesophyll) sie aussaugen. Sie sind oligophag 2. Grades, das heißt, sie ernähren sich von maximal zwei Pflanzenfamilien beziehungsweise vier Pflanzengattungen aus maximal vier Familien.

### Fortpflanzung und Entwicklung
Die Paarung wird vom Männchen durch Verankerung der Genitalarmatur an derjenigen des Weibchens begonnen. Dabei sitzt das Männchen zunächst schräg neben dem Weibchen. Diese für andere Gruppen der Zikaden kennzeichnende V-Stellung wird bei den Blattzikaden nicht beibehalten. Nach der Verkopplung wird diese antagonistisch. Der Winkel vergrößert sich auf 180°, so dass das Männchen und das Weibchen mit einander abgewendeten Köpfen auf dem Substrat sitzen. Blattzikaden sind hemimetabol. Die Entwicklung der Larven verläuft direkt. Die Larven und die erwachsenen Tiere besitzen prinzipiell dieselbe Körperstruktur. Mit zunehmendem Alter bilden und vergrößern sich die Anlagen für die Flügel und Genitalarmatur. Blattzikaden durchlaufen fünf Larvenstadien. Sie bilden in Zentraleuropa zwei Generationen, in Südeuropa auch drei eventuell mehr Generationen im Jahr. Sie überwintern im Eistadium. Erwachsene Tiere finden sich zwischen Mitte Mai und Ende Oktober, in Südeuropa bereits ab April (eventuell früher). In Treibhäusern wurden auch im Dezember erwachsene Tiere gefunden.

## Lebensraum und Verbreitung
Die Ligurische Blattzikade lebt in Gärten, Grünanlagen, Weinbergen und Ruderalbiotopen.
Die ursprünglich nur aus dem Mittelmeerraum (Südfrankreich, Italien) und der Schweiz bekannte Zikadenart wurde zum ersten Mal 1989 im Südwesten Deutschlands nachgewiesen. Seitdem hat sie ihr Verbreitungsgebiet rasch ausgedehnt. Inzwischen ist sie in fast dem gesamten Bundesgebiet nach Norden über Münster und Köln bis Oldenburg, Wilhelmshaven, Lübeck, Fehmarn, Berlin und Erfurt sowie in England beheimatet. Die Verbreitung der Zikade wurde möglicherweise durch den Handel und den Transport von Katzenminze, eine in Europa in jüngster Zeit zunehmend beliebter gewordene Zierpflanze, gefördert.

## Gefährdung und Schutz
Die Ligurische Blattzikade ist nicht gesondert gesetzlich geschützt. Sie gilt jedoch in Deutschland als stark gefährdet (Gefährdungskategorie 2).

## Wirtschaftliche Bedeutung

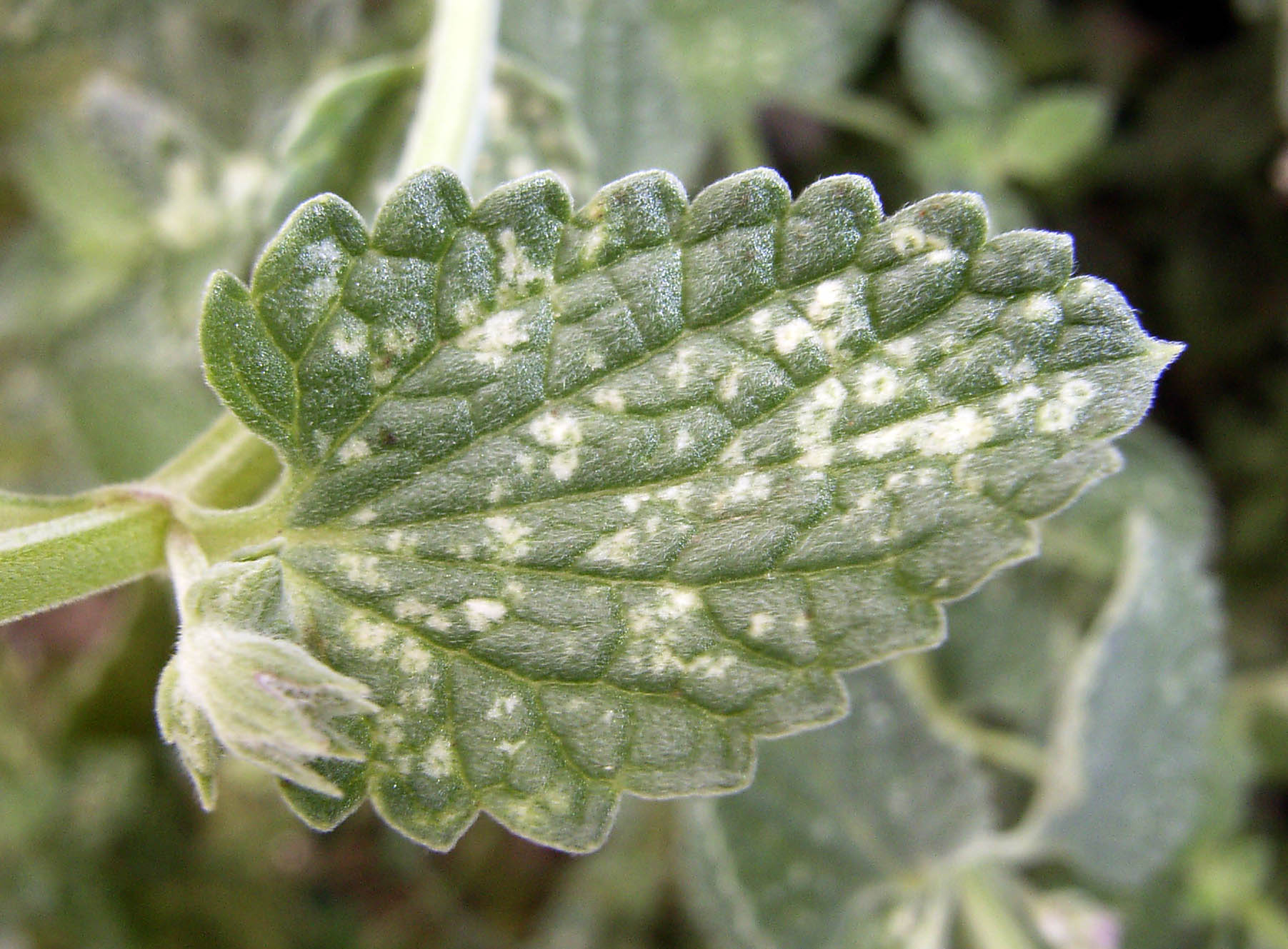
Typisches Saugbild der Blattzikaden an Katzenminze.

Die Ligurische Blattzikade, wie auch weitere Arten der Blattzikaden, sind potenzielle Schädlinge an Gewürz- und Heilkräutern. Sie saugen den Zellsaft der Schwamm- und Palisadenparenchyme. Die Zellen füllen sich mit Luft, das betroffene Blattgewebe stirbt ab (Blattnekrose). Dadurch werden charakteristische Saugmarken auf den Blattoberflächen der Wirtspflanzen sichtbar (siehe Abbildung). Bei sehr hoher Individuendichte der Zikaden kann dieses zu einem Vitalitätsverlust und schließlich zum Absterben der Wirtspflanzen führen.
Derzeit werden Möglichkeiten erforscht und erprobt einen Massenbefall an Heil- und Gewürzkräutern auf biologische Weise mit Hilfe natürlicher Feinde von Zikaden, den Zikadenwespen (Dryinidae), einzuschränken.